# Stiliger vanellus
Stiliger vanellus är en snäckart. Stiliger vanellus ingår i släktet Stiliger och familjen Stiligeridae. Inga underarter finns listade i Catalogue of Life.